# Ivar Peterson
Karl Ivar Sigvard Peterson, född 17 april 1912 i Krogsereds församling, Hallands län, död 5 november 1977, var en svensk redaktör. 
Peterson, som var son till lantbrukaren Johan Petterson och Augusta Svensson, studerade vid folkhögskola 1931–1932. Han var medarbetare i Hallands Nyheter 1935–1945, PR-man i Södra Sveriges skogsägares förbund 1945–1947, chefredaktör för RLF-tidningen 1947–1963, medarbetare i Expressen 1963–1966, redaktionschef vid Förenade Landsortstidningars Stockholmsredaktion 1966–1969, medarbetare TV:s nyhetsredaktion, inrikesredaktör 1969–1971 och verksam vid Lantbrukarnas riksförbund från 1972. Han var ordförande i föreningen Sveriges lantbruksjournalister från 1965 och styrelseledamot i Föreningen Svensk fackpress 1972–1974. Han var ledamot av hälsovårdsnämnden i Danderyds köping/kommun från 1965 och av kulturnämnden 1973–1974.
Peterson var tillsammans med socialdemokraten Allan Larsson och moderaten Sam Nilsson en av de så kallade Bröderna Surf.